# كاثرين ستوكيت
كاثرين ستوكيت (مواليد 1969) هي كاتبة أمريكية، أشتهرت لروايتها المساعدة  التي نشرت عام 2009. 